# Benoît Zwierzchiewski
Benoît Zwierzchiewski (Mouscron, 19 agosto 1976) è un maratoneta francese.

## Biografia
Ha vinto la Maratona di Reims nel 2000 con un tempo di 2h10'47". Vinse la Maratona di Parigi nel 2002 con un tempo di 2h08'18", mentre l'anno successivo giunse al secondo posto sempre nella stessa manifestazione con un tempo di 2h06'36".

## Campionati nazionali
1996
- Oro ai campionati francesi di 10 km su strada - 28'45"

1997
- 13º ai campionati francesi di corsa campestre

1998
- Argento ai campionati francesi di 10 km su strada - 28'33"
- 5º ai campionati francesi di corsa campestre - 35'34"

2000
- 28º ai campionati francesi di corsa campestre - 37'53"

2003
- 10º ai campionati francesi di corsa campestre - 35'19"

2004
- 6º ai campionati francesi di 10 km su strada - 29'39"

2009
- 24º ai campionati francesi di corsa campestre - 37'29"

## Altre competizioni internazionali
1995
- 8º al Cross de l'Acier ( Leffrinckoucke) - 30'12"

1996
- Oro alla Juan In a Million ( Las Vegas), 5 km - 13'28"
- Oro alla CrossCup de Hannut ( Hannut) - 34'12"
- 5º al Cross de l'Acier ( Leffrinckoucke) - 29'49"
- Bronzo al Cross Val de Marne ( Valle della Marna) - 29'11"
- Argento alla Schaal de Booser ( Zwijnaarde)

1997
- Oro alla Mezza maratona di Las Vegas ( Las Vegas) - 59'53"
- Bronzo alla Mezza maratona di Lille ( Lilla) - 1h01'41"
- 9º al Giro podistico internazionale di Castelbuono ( Castelbuono) - 33'38"
- 7º al Cross de Figaro ( Parigi) - 37'25"

1998
- Bronzo alla Maratona di Reims ( Reims) - 2h10'51"
- Oro alla Run for the Zoo ( Albuquerque) - 30'39"
- 20º al Cross Ouest-France ( Le Mans) - 33'38"

2000
- 9º alla Maratona di Parigi ( Parigi) - 2h12'29"
- Oro alla Maratona di Reims ( Reims) - 2h10'47"
- 4º alla Parigi-Versailles ( Parigi), 16,3 km - 49'13"
- 37º al Cross de l'Acier ( Leffrinckoucke) - 32'21"

2001
- Argento alla Mezza maratona di Mamers ( Mamers) - 1h04'46"
- 11º alla Parigi-Versailles ( Parigi), 16,3 km - 51'14"

2002
- Oro alla Maratona di Parigi ( Parigi) - 2h08'18"
- Oro alla Prom Classic ( Nizza) - 28'49"
- Argento al Jogging des Notaires ( Parigi) - 29'23"
- Oro alla Course du Souvenir ( Ploegsteert), 8 km - 23'30"
- 14º al Cross Ouest-France ( Le Mans)

2003
- Argento alla Maratona di Parigi ( Parigi) - 2h06'36"
- Argento alla Prom Classic ( Nizza) - 29'25"

2004
- 6º alla Maratona di Londra ( Londra) - 2h09'35"
- Argento alla Prom Classic ( Nizza) - 29'15"

2006
- 5º alla Mezza maratona di Ploegsteert ( Ploegsteert) - 1h06'11"
- 8º alla Prom Classic ( Nizza) - 29'15"

2007
- Oro alla Mezza maratona di Cannes ( Cannes) - 1h04'49"
- 4º alla Prom Classic ( Nizza) - 28'50"
- Argento alla 10 km di Magny-le-Hongre ( Magny-le-Hongre) - 29'22"
- Oro al Vitrolles Cross ( Vitrolles) - 32'58"

2008
- 9º alla Prom Classic ( Nizza) - 29'54"

2009
- Oro alla Maratona di Marsiglia ( Marsiglia) - 2h25'57"
- 5º alla 10 km di Magny-le-Hongre ( Magny-le-Hongre) - 29'19"
- 11º alla Prom Classic ( Nizza) - 29'58"
- Oro al Marseille Cross ( Marsiglia) - 25'06"

2011
- Oro alla Maratona di Marsiglia ( Marsiglia) - 2h19'39"